# Izquierda Asturiana
Izquierda Asturiana (IAS) es un partido político español que desarrolla su actividad en el Principado de Asturias, España. Se define como izquierda republicana, socialista, verde y soberanista de Asturias. La Mocedá d'Izquierda Asturiana era la organización joven de Izquierda Asturiana hasta que en 2008 se disolvió. No cuenta con representación institucional alguna.

## Historia
Izquierda Asturiana fue fundada en el año 1992 por exmilitantes de la Unidá Nacionalista Asturiana que no un estaban de acuerdo con la línea política de la formación. En el I Encuentro Nacional, celebrado entre noviembre de 1994 y enero de 1995, se aprobaron sus bases ideológicas. 
El partido tiene entre sus objetivos la defensa del asturiano (desde junio de 2004 es miembro del Conceyu Abiertu pola Oficialidá), así como realizar una política de izquierda asturiana, sin influencias de ningún partido ajeno a la realidad política asturiana.
Después de algunas negociaciones, en abril de 2007 presentó, junto a Los Verdes-Grupo Verde, una coalición con el nombre de UNIDAD para las elecciones asturianas de ese año.
En julio del 2012 se hace pública la Resolución de la Dirección Nacional de IAS donde se hace una valoración de la participación de IAS en el UNA desde su fundación en 2008 y se hace anuncio de la recuperación de su soberanía política, renunciando a su participación en la fundación de Compromiso por Asturias.
En las elecciones municipales de España de 2015 IAS firma un acuerdo de colaboración con Izquierda Unida (IU) en los concejos de Mieres y Morcín. Fruto de estos acuerdos Faustino Zapico es elegido concejal en el Ayuntamiento de Mieres, donde gestionó las concejalías de Participación Ciudadana, de Educación y de Política Lingüística, aparte de coordinar Parte de Servicios Servicios a la Ciudadanía (que engloba las concejalías de Infancia, de Mocedad, de Cultura, de Deportes, de Memoria Democrática, de Educación, de Participación Ciudadana, y de Política Lingüística).
En las elecciones generales de España de 2015 y 2016 se presentó dentro de las coaliciones Unidad Popular y Unidos Podemos, respectivamente, y en las elecciones a la Junta General del Principado de Asturias de 2019 en coalición con Izquierda Unida de Asturias como Asturias por la izquierda-Asturies Pela Izquierda.
En las elecciones a la Junta General del Principado de Asturias de mayo de 2023, el partido repite coalición con Izquierda Unida de Asturias e incluyen un nuevo socio, Más País Asturies. La coalición se denomina Convocatoria por Asturias y estaría liderada por Ovidio Zapico.
En las elecciones generales del 23 de julio de 2023 Izquierda Asturiana se integró en la coalición electoral Sumar. Sólo se presenta en la circunscripción de Asturias.